# Rhyacophila clavalis
Rhyacophila clavalis är en nattsländeart som beskrevs av Martynov 1913. Rhyacophila clavalis ingår i släktet Rhyacophila och familjen rovnattsländor. Inga underarter finns listade i Catalogue of Life.